# M56蠍式自走炮
M56蠍式自走炮（英語：M56 Scorpion，全稱：M56 "Scorpion" Self-Propelled Gun）是一款曾由美國使用的無裝甲自走炮。它裝備了一門M54 90毫米炮，並安裝了簡單的護盾，及一個沒有裝甲保護的乘員戰鬥室。如此薄弱的裝甲是為了減輕車重，以達到可以由空投運輸或由直升機吊掛運送的程度。

## 歷史
M56最初是由通用汽車的凱迪拉克汽車部門於1953年至1959年間替美軍空降部隊發展的一種反坦克武器，雖然它最終也被西班牙海軍陸戰隊、摩洛哥及韓國軍隊使用。M56能搭載4名乘員（車長、炮手、裝填手及駕駛）。一輛滿載的M56重6.4噸，並擁有紅外線頭燈，但不具備大規模殺傷性武器防禦系統，也幾乎沒有涉水能力。
M56是一輛全履帶式自走炮，並使用了橡膠製的防爆胎及前方驅動的鍊齒路輪。它裝備了一具馬牌A01-403-5汽油引擎，於每分鐘3000轉時能輸出200匹馬力，這使得該車於道路行駛時能達到時速45公里（28英哩），最大行程則達到230公里（140英哩）。該車主炮備彈29發，沒有任何次要武器。而唯一像樣的裝甲就是炮管後方的鋼板，用來保護乘員免受子彈攻擊。

## 服役紀錄
M56與美軍部隊一同參與了越戰，並與第173空降旅一同被部署至戰場，主要任務是提供直接火力支援。173空降旅也是唯一裝備M56的部隊。M56作為一種可空投、擁有自走能力的反戰車炮，但由於嚴重不足的乘員保護，其在越戰中的角色最終被有問題但相當有效，並且擁有全裝甲炮塔的M551謝里登輕型坦克所取代。美國海軍陸戰隊則使用M50盎圖斯，一種擁有全裝甲戰鬥室的無後作力自走炮，擔任直接火力支援的角色。
隨著謝里登坦克的退役，美軍空降部隊在M1128機動炮車問世前，都缺乏能夠由空投運送的裝甲戰鬥車輛。M1128機動炮車目前正在經歷一連串改造以符合空降部隊的作戰需求。

## 使用國

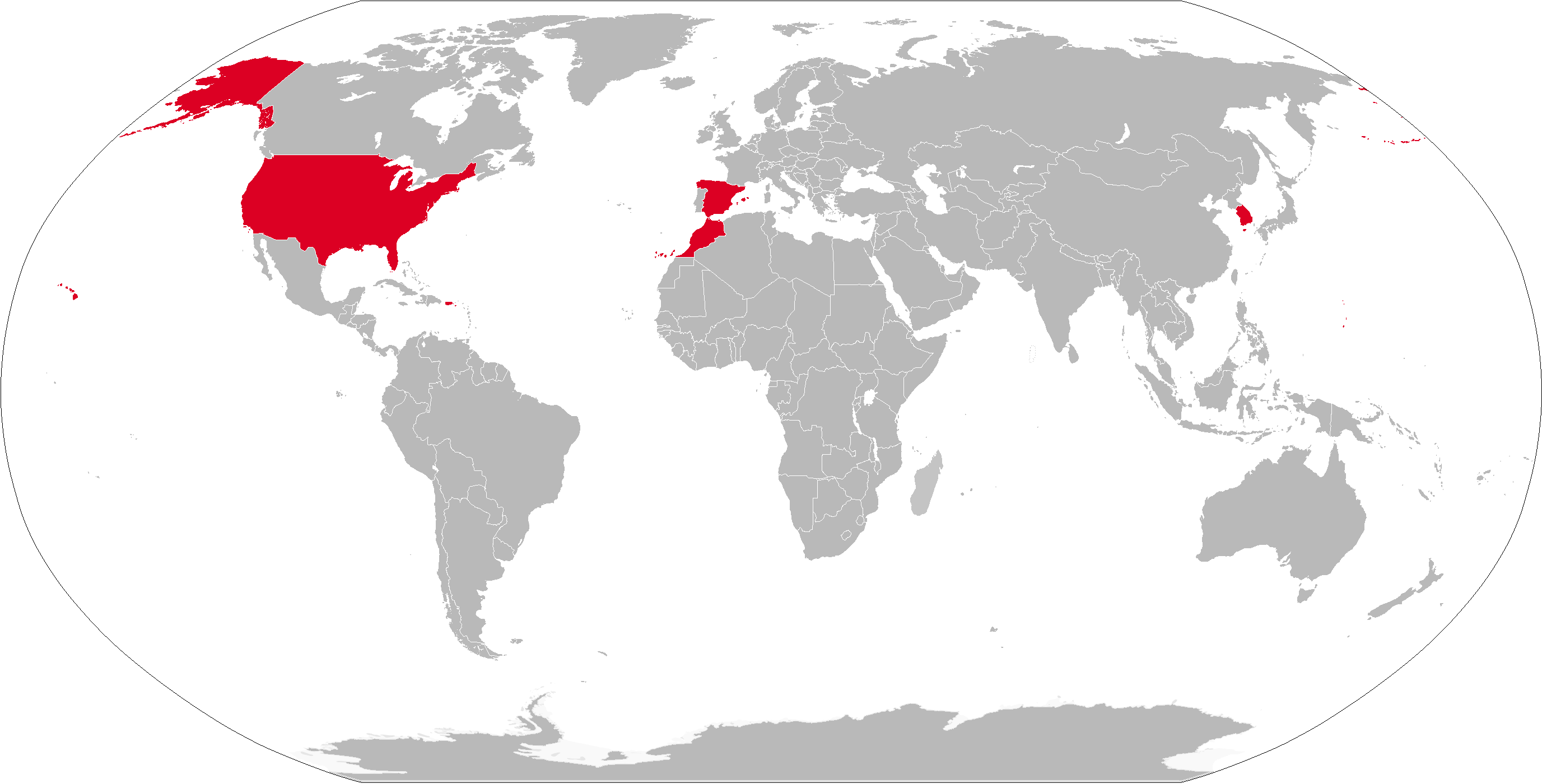
使用過M56的國家

### 已退役
- 美國
- 西班牙
- 摩洛哥
- 韓國

## 外部連結
- 90 mm Self-propelled Gun M56 Scorpion （页面存档备份，存于）
- American Armored Foundation Tank Museum Website （页面存档备份，存于）